# Cabo Columna
Cabo Columna o Cabo Colonna (o Capocolonna) -conocido en antigüedad clásica y helenística como Capo Lacinio: Λακίνιον ἄκρον), y luego promontorium Lacinium en época romana- es un promontorio situado a ocho kilómetros al sur de Crotona, en el extremo oriental de la península de Calabria y en el límite meridional del golfo de Tarento. Su importancia radica en la cantidad de elementos arqueológicos de distintas épocas que están vinculados a esta punta de tierra que se adentra en el mar Jónico. El topónimo moderno deriva de la presencia de la única columna que queda en pie del templo de Hera Lacinia: hasta el siglo XVI, se llamaba «Capo delle Colonne», cabo de las Columnas, porque dos eran las columnas que quedaban en pie del santuario de Hera.

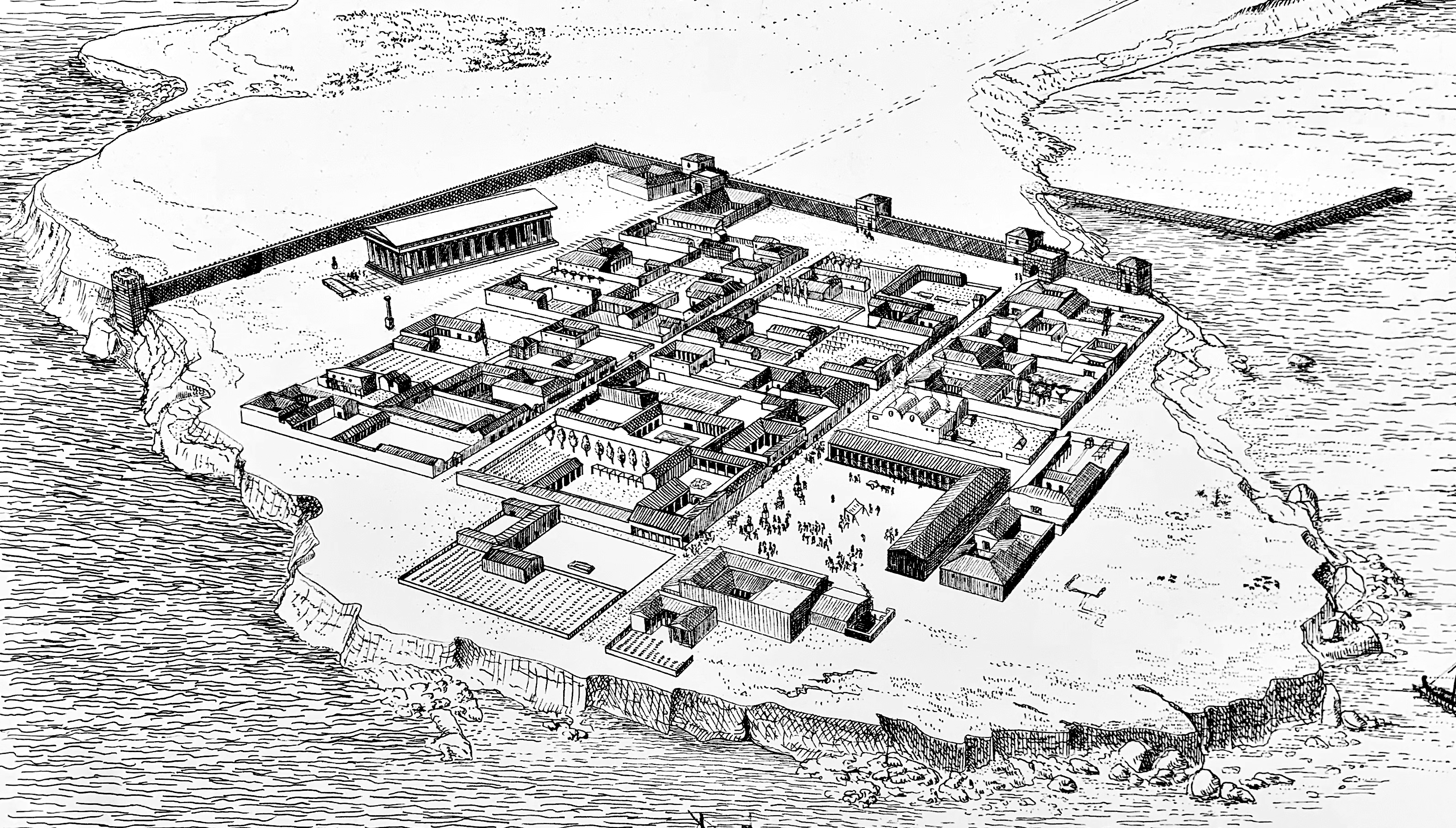
Recosntrucción del Promontorio Lacinio

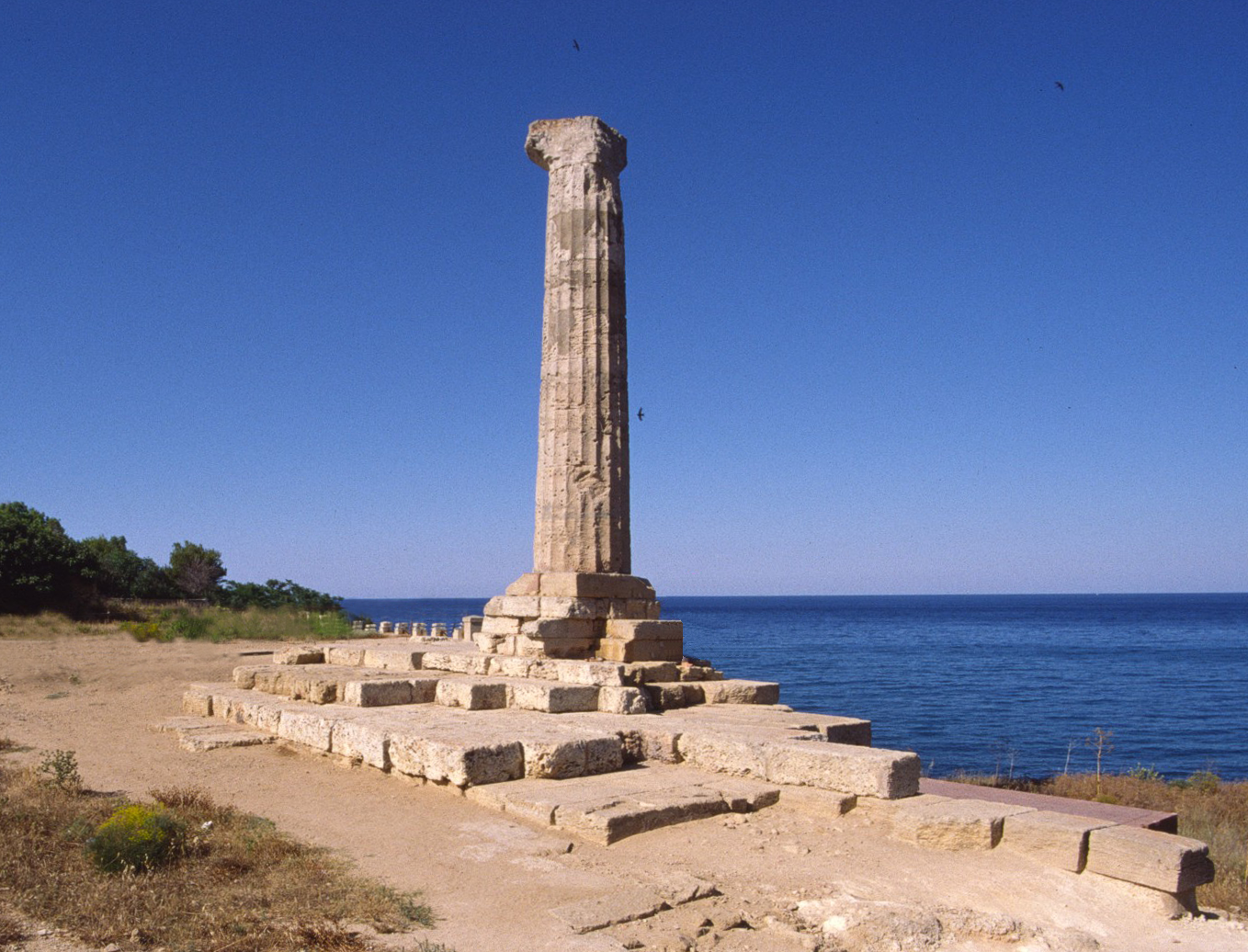
la única Columna que está en pie del antiguo templo de Hera en el promontorio

## Promontorio de confín
Fue precisamente su característica de lugar fácilmente identificable desde el mar lo que hizo del cabo Lacinio un punto de referencia para la navegación y para la definición de confines. Esta forma de señalar los límites de la navegación y las zonas de influencia era generalizado y derivaba de la navegación de cabotaje propia de la época; por ejemplo, los tratados entre Roma y Cartago tomaban el promontorio de cabo Bello (capo Bello) como límite insuperable por las naves romanas.
Con la fundación de Crotona por colonos griegos en el siglo VIII a. C., la zona del antiguo Cabo Lacinio, ya considerada sagrada por los pueblos indígenas, se consagró aún más con la construcción del templo dedicado a Hera Lacinia, divinidad griega, protectora de las mujeres y de la fertilidad y que en la mitología clásica es la diosa romana Juno. La facilidad de reconocimiento desde el mar y la presencia del templo hicieron que las páginas de la historia convergieran en el cabo Lacinio.
Tito Livio hace referencia a su función de «mojón fronterizo» cuando cuenta de que los barcos romanos no podían pasar por el cabo Lacinio debido al tratado estipulado en el 303 a. C. con Tarento. El incumplimiento de este tratado llevó a la ciudad griega a atacar a los romanos en el 282 a. C. y, posteriormente, a las Guerras Pírricas. También cuenta que los embajadores de Filipo V de Macedonia, que se dirigían a Italia para firmar el tratado con Aníbal, habían tomado tierra en el cabo Lacinio para no utilizar la ruta directa demasiado obvia y controlada desde el Epiro hasta Brindisi. Y en el cabo Lacinio fueron capturados cuando intentaban regresar a Macedonia.

## El templo de Hera Lacinia
El templo propiamente dicho tenía la forma clásica de los templos griegos: un imponente conjunto de 48 columnas de estilo dórico, de más de 8 metros de altura, que sostenían una cubierta a dos aguas, hecha de losas de mármol y tejas de mármol de Paros. Frontones triangulares en los lados cortos. No queda decoración, pero sin duda la hubo como se deduce del hallazgo de una cabeza femenina de mármol griego y algunos fragmentos más.
La columna que permanece, de estilo dórico, descansa sobre los escasos restos de un potente estilóbato. Estuvo acompañada hasta 1638 por otra, caída a causa de un terremoto.
Cerca, se traza una «Vía Sacra» de unos sesenta metros de largo y más de ocho de ancho. Al menos otros tres edificios llamados «Edificio B», «Edificio H» y «Edificio K» también pertenecen al complejo del templo.

## Descripción
En el libro XXIV, III de Ab Urbe condita libri leemos la descripción pastoral que Tito Livio hace del templo de Cabo Lacinio. {{Cita| Un bosque sagrado, rodeado de altos abetos, encerraba en el centro ricos pastos, donde toda clase de animales consagrados a la diosa pastaban libremente, y los rebaños de las respectivas especies regresaban por la noche en grupos separados a los establos, nunca amenazados ni por bestias ni por hombres. Grandes fueron, por tanto, los ingresos procedentes de este ganado, y con ellos se erigió y consagró una columna de oro macizo, de modo que el templo fue ilustre no sólo por su santidad sino también por sus riquezas.|}
Además de las funciones religiosas, al templo también se le encomendaba tradicionalmente la función de punto de avituallamiento para marineros y comerciantes. Y fue sin duda esta función la que movió la generosidad de quienes lo utilizaban; el templo se hizo rápidamente famoso y rico. Además, que fuera lugar sagrado disuadía a los ladrones, por lo que a los viajeros e incluso a la población local les resultaba útil depositar sus riquezas en el tesoro del templo. Por otra parte, utilizar los templos como bancos era práctica habitual. En Roma, las Vírgenes Vestales guardaban los testamentos y en el templo de Saturno Erario estaba el depósito del tesoro de la ciudad.
No obstante, no había una seguridad completa. Por ejemplo, Aníbal, cuando tuvo que regresar a Cartago hacia el final de la segunda guerra púnica, partió de este mismo promontorio después de haber sacrificado los caballos que no podía llevarse y -se dice- a muchos hombres que ya no querían seguirle. Hizo colgar en las paredes del templo tablas de bronce que recordaban sus hazañas en territorio itálico y saqueó el tesoro del templo para pagar el alquiler de barcos que le devolvieran a África.